# Kersal Moor

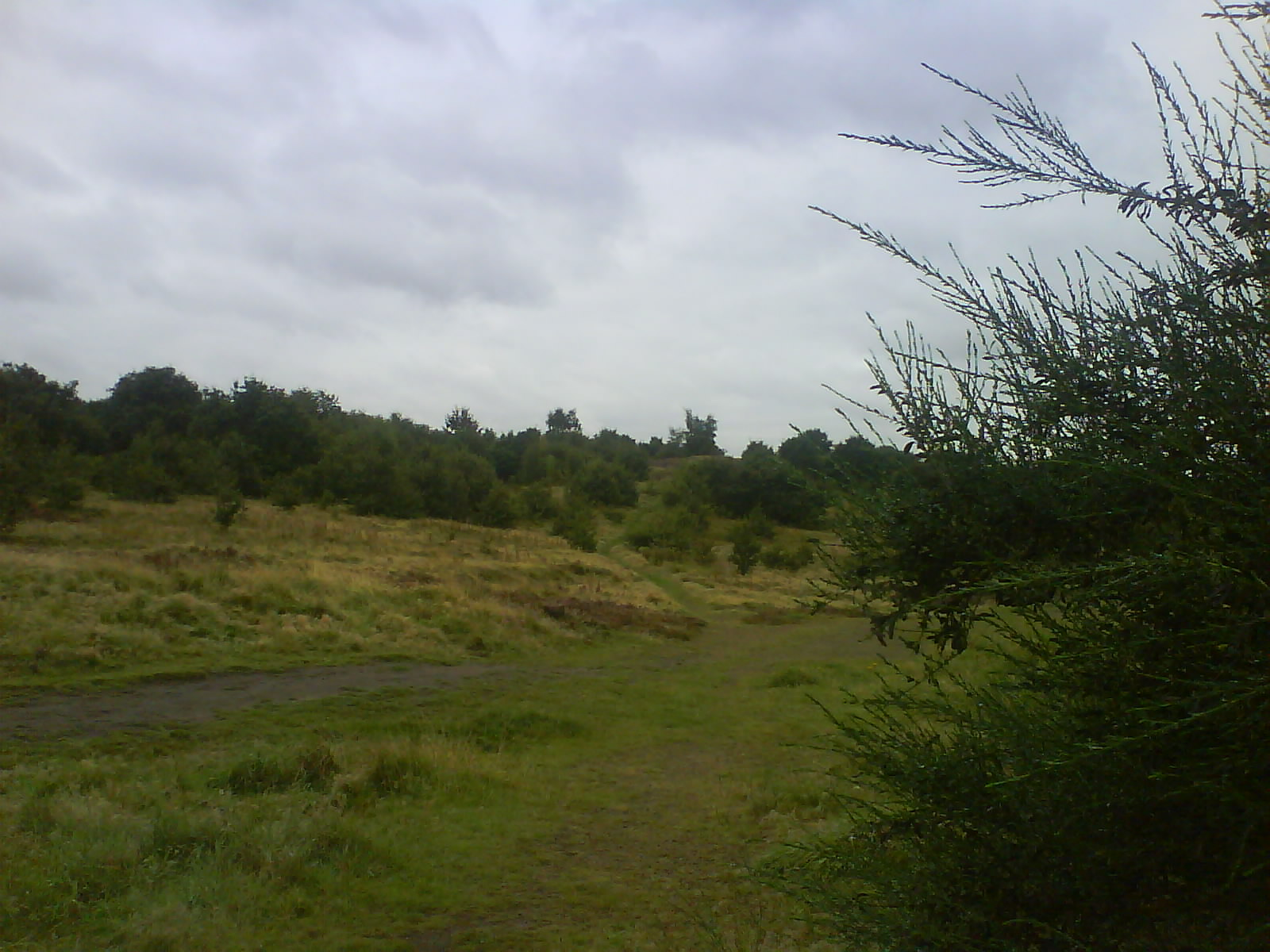
Kersal Moor

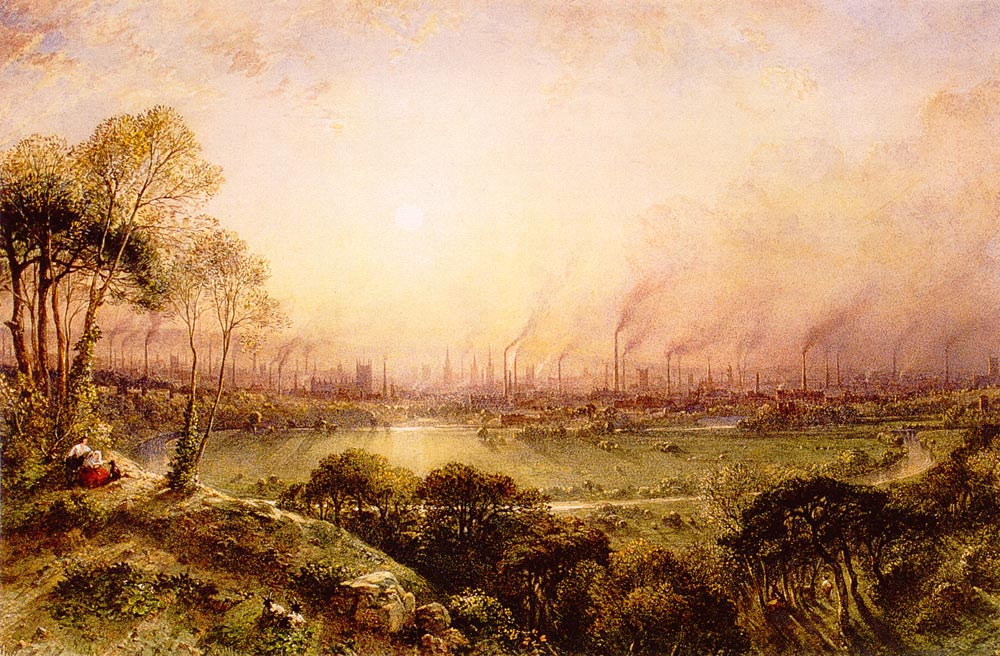
Manchester from Kersal Moor par William Wyld, 1852

Kersal Moor est une aire de détente située à Kersal, dans la ville de Salford, dans le Grand Manchester, en Angleterre, composé de huit hectares de landes, dont les limites sont formées par Moor Lane, Heathlands Road, St. Paul's Churchyard et Singleton Brook.

## Description
Gérée par le Salford City Council's Ranger Team, la lande est depuis quelques années désignée Site of Biological Importance, désignation donnée aux plus importants sites préservation de la nature non-statutaires dans le grand Manchester. En 2007, elle devient une Local Nature Reserve sous l'égide d'English Nature. L'équipe de rangers prend conseil auprès d'une association locale, les « amis de Kersal Moor », qui participe à la gestion de la lande et organise des évènements et des activités diverses telles que le ramassage des ordures, l'éclaircie des arbres, la construction de bancs et l'organisation de pique-niques.
Pour une si petite superficie de terres, Kersal Moor, appelée à l'origine Karsey ou Carsall Moor, a une histoire très riche, notamment du fait qu'elle couvrait auparavant une superficie plus vaste. La carte de 1848 montre que la lande s'étendait sur les terres aujourd'hui occupées par les terrains du Salford City F.C. On a retrouvé à Kersal Moor des traces de présence humaine datant du Néolithique, et la zone était habitée sous l'empire romain. C'est ici qu'est créé le premier circuit de course de Manchester, ainsi que le second circuit de golf en dehors d'Écosse. Elle a été utilisée pour diverses manifestations sportives, manœuvres militaires ou rassemblement, comme lors de la Grande Charte de 1838, conduisant l'économiste Friedrich Engels à la surnommer "le Mont Sacré de Manchester".
Avec l'industrialisation et l'urbanisation croissantes de Manchester et Salford au cours des XVIIIe et XIXe siècles, la lande devient une des aires de paysage naturel intéressantes pour les naturalistes amateurs, dont l'un collecta les seuls spécimens connus d'une espèce de papillon de nuit, Euclemensia woodiella, maintenant éteinte.
La lande est citée dans bon nombre de livres et poèmes et est aujourd'hui préservée comme aire de détente, site d'importance historique et une des dernières aire de lande ouverte de Salford.